# Harriet Phillips Bungalow

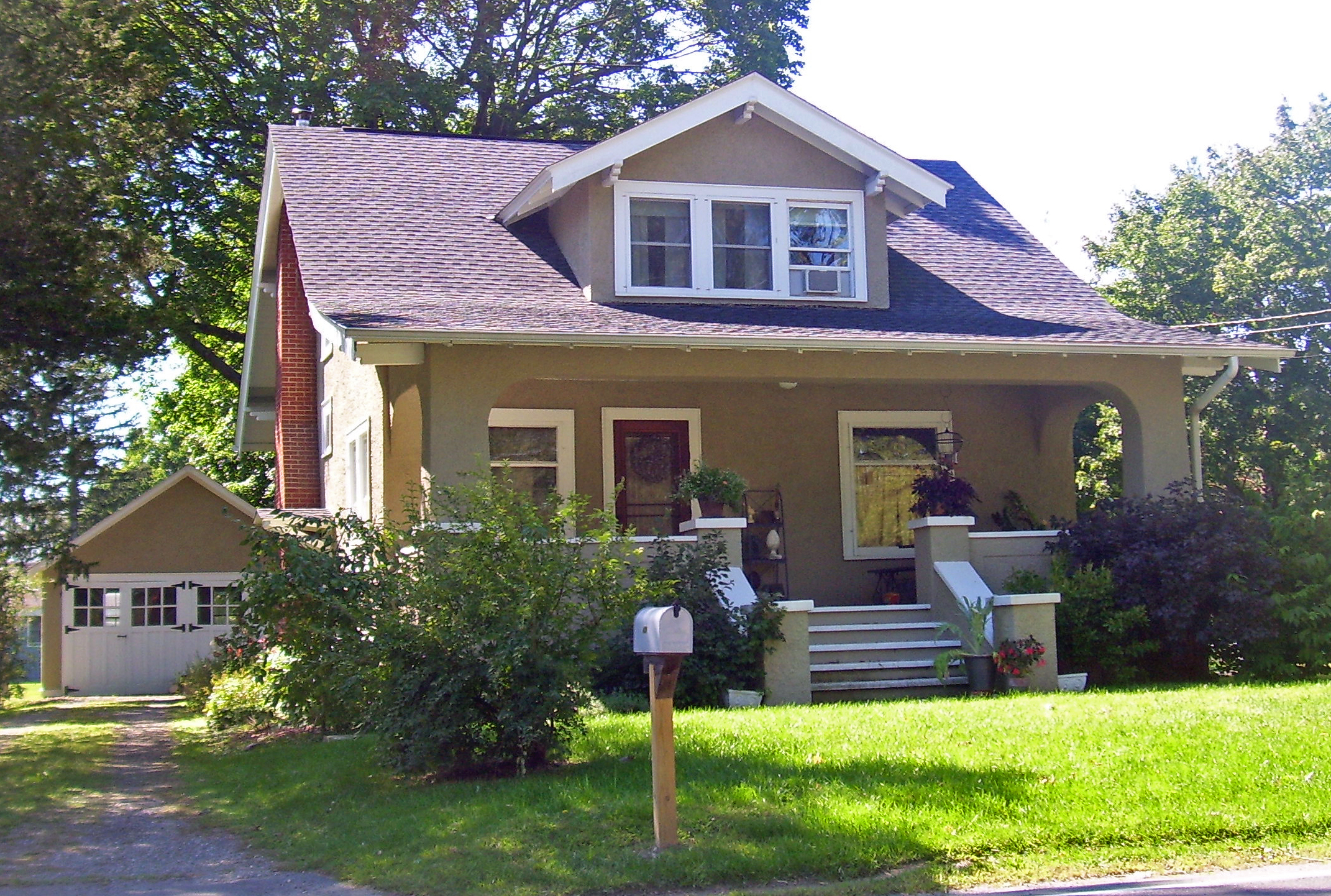
Garage, Südfassade und Ostseite (2008)

Der Harriet Phillips Bungalow ist ein Wohngebäude an der New York State Route 23B am Westrand von Claverack in New York in den Vereinigten Staaten. Es ist ein verputztes Gebäude, das in den 1920er Jahren in Holzständerbauweise gebaut wurde.
Das Haus ist ein deutliches Beispiel eines American Craftsman Bungalow; es ist möglich, dass das Haus als ein Haus aus dem Katalog gebaut wurde, allerdings nicht von Sears, sondern von einem Unternehmen aus Iowa stammend, das vor Sears Häuser im Baukastensystem angeboten hat. Es wurde 1997 in das National Register of Historic Places aufgenommen.

## Beschreibung
Das Haus steht auf der Ostseite der Route 23B, knapp nördlich der Willmon Road auf der gegenüberliegenden Seite. Zu dem Anwesen gehört eine kleine Rasenfläche vor dem Haus. Die umliegende Nachbarschaft dient zu Wohnzwecken, die meisten anderen Häuser hier sind Anfang oder Mitte des 20. Jahrhunderts entstanden. An der südöstlichen Ecke der Parzelle befindet sich eine Garage, deren Baustil und Materialverwendung ähnlich dem Haus sind; sie gilt deswegen als beitragende Ressource des Eintrages in das National Register.
Der Bungalow ist eine eineinhalbstöckige Holzständerkonstruktion auf einem Fundament aus gegossenem Beton. Die Fassade ist verputzt. Die weit überhängende Dachtraufe wird von Auslegern getragen. Darüber sitzt das Dach, das mit Asphaltplatten gedeckt ist. Große Erkerfenster liegen auf der Vorder- und Rückseite des Daches. Die anderen Dachseiten sind ähnlich ausgeführt. Ein Kamin aus Backsteinen erhebt sich an der Ostseite. Die Nordseite zur Straße hin ist mit einer über die volle Länge laufenden Veranda versehen, deren Bedachung von Bögen getragen wird.
Im Innern hat der Vordereingang, der leicht östlich der Gebäudemitte angeordnet ist, eine Glastür. Der Eingang führt in das Erdgeschoss, das in vier große Räume unterteilt ist: der Flur mit dem Treppenhaus, Wohnzimmer, Esszimmer und Küche. Ein Torbogen mit toskanischen Pfeilern führt vom Flur ins Wohnzimmer. Doppelte Fenstertüren trennen das Wohnzimmer vom Esszimmer, das an der Westseite ein Panoramafenster hat. Am Treppenabsatz zwischen Erdgeschoss und Obergeschoss lässt ein Buntglasfenster Licht herein.
Ein großer Teil der Innenausstattung ist ursprünglich, das meiste davon spiegelt den Arts-and-Crafts-Stil der Zeit wider, in der das Haus errichtet wurde. Hiervon zeugen zwar vor allem die Bleiglasfenster und die Zimmerarbeiten, die aus Douglasfichtenholz gefertigt sind, speziell die deckenhohen Küchenschränke, jedoch haben auch andere Stile der Architektur des frühen 20. Jahrhunderts die Innenausstattung beeinflusst. Der mit den Säulen versehene Eingang zum Wohnzimmer hat eine neoklassizistische Wirkung und die gedrechselten Baluster an der Treppe sind ein Element des damals schon im Abklingen befundenen Queen Anne Styles.

## Geschichte
Bungalows, also kleine Häuser mit breiten, flach ansteigenden Dächern wurden zuerst in Kalifornien populär und verbreiteten sich dann im Rest der Vereinigten Staaten. Das Phillips House verdeutlicht eine wesentliche Charakteristik dieser Bauform: die eingesetzte Veranda behandelt diesen Raum mehr als Teil des Interieurs denn als Anhängsel am Gebäude. Andere Aspekte des American-Craftsman-Einflusses hier sind die weitausragenden Dachtraufen und die Verwendung von Putz bei der Verkleidung der Fassade.
Es ist möglich, dass das Haus ein „Kataloghaus“ oder „Baukastenhaus“ war, das aus direkt an den Bauherren verkauften vorgefertigten Materialien zusammengesetzt wurde. Zwar werden diese Häuser allgemein mit Sears in Verbindung gebracht, weil dieses Unternehmen zwischen 1908 und 1940 die meisten dieser Häuser verkauft hat, allerdings gab es auch andere Hersteller. Der Bungalow Philips’ ist ziemlich ähnlich zu einem Design, das 1923 im Katalog-Bungalow der Gorden-Van Tine Company aus Davenport, Iowa zu finden war. Diese hatte bereits vor Sears Komplettpakete aus Bauplänen und konfektionierten Materialien angeboten. Viele Details und Abmessungen sind identisch. Die einzigen Abweichungen scheinen das Fehlen eines Ankleidezimmers im Obergeschoss und dadurch ein größeres Schlafzimmer sowie eine andere Anordnung der Treppe und des Badezimmers zu sein, was ein drittes Zimmer im Obergeschoss ermöglichte.
Das Dach war ursprünglich mit Zedernholz verschindelt. Die Veranda wurde schon bald nach der Fertigstellung geschlossen, diese Maßnahme wurde jedoch später rückgängig gemacht. Ansonsten hat es keine wesentlichen Veränderungen des Gebäudes gegeben. Es dient seit seiner Errichtung ununterbrochen privaten Wohnzwecken.